# Tiempos de arroz y sal
Tiempos de arroz y sal es una novela escrita por Kim Stanley Robinson, publicada por vez primera en inglés en 2002 bajo el título original de The Years of Rice and Salt y traducida al español en 2003.
La novela fue galardonada con el premio Locus a la mejor novela de ciencia ficción del año 2003.

## Argumento
Tiempos de arroz relata una ucronía. Emplazada en una realidad alternativa, describe, como trasfondo de las vidas de un número de individuos, siete siglos de historia bajo la premisa de que la peste negra ha acabado con prácticamente el 90% de la población de Europa. En tal mundo son dos las civilizaciones principales que dominan el panorama de un modo antagonista pero complementario similar al yin y yang: la China imperial y el llamado Dar-el-Islam (un vasto conglomerado de estados musulmanes). En los siglos finales, sin embargo, otras fuerzas emergentes tales como las ligas travancoríes (de la India) y de los hodenosaunee (tribus norteamericanas) salen a escena como figuras importantes.
La novela se divide en diez libros dispuestos cronológicamente cada uno de estructuras y longitud diversas. Cada uno narra parte o la totalidad de la vida de un grupo de personajes. A continuación sigue un resumen de cada uno de los libros. Las fechas orientativas al principio de cada uno pertenecen respectivamente al calendario musulmán (d.H. significa, después de la Hégira) y a las equivalencias aproximadas del calendario gregoriano en las que los hechos ocurren:
1. Despertar al Vacío (Awake to Emptiness) - 783 d.H. / 1381 d. C. Un soldado del ejército de Tamerlán deserta al descubrir que la peste ha devastado el oeste. Tras vagar desesperado por el continente fantasma es capturado por musulmanes en la costa mediterránea, vendido como esclavo en Alejandría y llevado a Mombasa donde lo vuelven a vender. Embarca en uno de los navíos de la gran flota de Zheng He con rumbo de vuelta a China. Allí, un compañero esclavo y él trabajan en un restaurante en Hangzhou antes de escapar juntos y conseguir malogrados trabajos en el palacio del emperador en la nueva capital Pekín.
2. La Peregrinación en el Corazón (The Haj in the Heart) - Años 970 d.H. / años 1560 d. C. Los primeros dos capítulos cuentan la historia de tres campesinas del norte de la India. El argumento continúa con los avatares de un maestro giróvago sufí que, tras la muerte de una tigresa que le ha salvado la vida, inicia una larga peregrinación primero hacia Fatepur Sikri, después a la Meca y por último a Al-Ándalus (la península ibérica) donde él y su compañero se unen a una caravana de marginados que se dirigen a los territorios vacío del interior y que finalmente fundan la ciudad de Baraka, en las ruinas de Bayona, y posteriormente otra más al norte llamada Nsara (Saint-Nazaire, Francia).
3. Continentes Oceánicos (Ocean Continents) - Años 1030 d.H. / años 1620 d. C. Una flota parte de China con la intención de comenzar una lenta conquista indirecta de Nippon (Japón) pero se ve arrastrada por la corriente marina Kuroshio hasta las costas de un continente desconocido (Norteamérica) posteriormente bautizado como Yingzhou. Allí contactan pacíficamente con los miwok y continúan navegando hacia el sur siguiendo el litoral hasta encontrarse con la civilización inca antes de volver a China con la ayuda de la misma corriente circular que les llevó hasta los nuevos territorios.
4. El alquimista (The Alchemist) - 1050 d.H. / 1640 d. C. Tras un severo castigo a cargo del kan de Samarcanda por haberlo engañado y que lo deja inválido tanto física como socialmente, un afamado alquimista inicia una nueva actitud hacia los fenómenos físicos mediante medidas estrictas y la objetividad rigurosa de las evidencias experimentales con la influencia y ayuda de su yerno y del propietario de un taller. Al mismo tiempo conciben nuevos ingenios, armas y estrategias militares bajo la presión del temido khan. Sin embargo, todos estos adelantos en ciernes se ven truncados al final del libro.
5. Trama y Urdimbre (Warp and Weft) - En torno a 1100 d.H. / 1687 d. C. Una enorme liga de pueblos de tribus norteamericanas acepta a un rōnin japonés como uno de los suyos y él les narra su ajetreado pasado. A continuación les advierte de los peligros que comportarán tanto los chinos que están invadiendo el continente por el oeste como las colonias musulmanas que se están estableciendo en el este y propone modos para irse preparando contra la futura amenaza mediante la producción de armas y el desarrollo de estrategias con antelación.
6. La viuda Kang (Widow Kang)- 1190 d.H. / 1776 d. C. Cuando un monje mendicante muere, parcialmente por causa de la irresponsabilidad de su hijo, una viuda china comienza a comportarse de un modo extraño. Ella se casa con un erudito que investiga su problema y se mudan a Lanzhou, un área conflictiva donde diversas facciones chinas y musulmanas acaban chocando. Ambos analizan con profundidad y perspicacia tanto su violento entorno como la significación histórica y sus actitudes dispares fertilizan recíprocamente los profusos escritos de los dos que sirven como germen del moderno pensamiento igualitario de los siglos posteriores.
7. La Era del Gran Progreso (The Age of Great Progress) - Desde 1200 hasta 1281 d.H. / 1787-1863 d. C. La decadente ciudad de Konstantiniyye (Constantinopla) se ve atacada, sitiada y tomada por un ejército de la liga travancorí con la asistencia de asombrosas máquinas de guerra jamás vistas hasta entonces. El califa sultán otomano huye pero su joven doctor se queda y es llevado a la ciudad de Travancore (posiblemente Kottayam, en el estado indio de Kerala) donde se encuentra con una abadesa, con la que ha mantenido una extensa correspondencia, en su hospital para la investigación. El ilustrado Kerala (gobernante) de Travancore, respaldado por una impresionante progresión del conocimiento científico aspira a alcanzar un mundo más equilibrado e igualitario. Años después, durante una inundación que dura meses en Montaña Dorada (norte de California), un sirviente japonés se encuentra con una joven china y su bebé y se asientan en Fangzhang (San Francisco) donde él se une a una organización japonesa clandestina apoyada por la Liga Travancorí para combatir contra los poderes chinos de la región. Las tensiones crecientes a causa de los recursos de los nuevos territorios desembocan en una guerra descomunal entre la China imperial y la fragmentada asociación de estados musulmanes y en la que las ligas travancoríes y hodenosaunee también se ven finalmente arrastradas.
8. La guerra de los Asuras (War of the Asuras)- En torno a 1400 d.H. / 1979 d. C. En los años de la llamada Larga Guerra, tres oficiales del ejército chino luchan en una horrible guerra de trincheras, estancada y aparentemente interminable, contra tropas musulmanas en el corredor de Gansu. Tras la muerte de uno de ellos, sus fuerzas armadas avanzan en masa hacia el sur a través del Tíbet hasta el norte de la India en pos del enemigo que en su retirada va causando estragos en los símbolos religiosos de sus contrincantes.
9. Nsara - Desde la década de 1410 hasta 1423 d.H. / años 1990 - 2002 d. C. Una adolescente de los provincianos Emiratos Alpinos (Suiza), en Firanja (Europa) escapa de su familia con su tía a la ciudad de Nsara (Saint-Nazaire), donde encuentra un ambiente relajado y estimulante y una profesora que la influye en gran medida. Su tía, una físico importante, está a punto de meterse en serios problemas cuando la policía comienza a sospechar que sus investigaciones podrían usarse para desarrollar una terrible arma hipotética codiciada por los estados musulmanes, recientemente derrotados en la devastadora Larga Guerra. La muchacha llega a ser arqueóloga y viaja a una importante conferencia científica, remedo de las conferencias Pugwash, en la ciudad de Isfahán donde sugiere, bajo la influencia de su tía, modos para que los científicos puedan mantenerse unidos a modo de contrapeso contra las brutales tendencias de los estados. No obstante, tiene que regresar rápidamente cuando el ejército suspende el gobierno y trata de tomar Nsara aprovechando una larga y debilitadora crisis. La mayoría de la población de la ciudad se opone a las intenciones del ejército abiertamente durante días hasta que una intervención de la Liga Hodenosaunee restaura el gobierno previo.
10. Los Primeros Años (The First Years) - Poco después de una gran revuelta y de la derrota del gobierno chino que emergió de la Gran Guerra (La Quinta Asamblea del Talento Militar) el líder principal de la rebelión es asesinado. Su hombre de confianza comienza entonces labores como diplomático en muchas partes del mundo hasta que acepta un puesto en la ciudad de Pyingkayaing donde trabaja para la Agencia de la Liga de Todos los Pueblos para la Armonía con la Naturaleza (League of All People's Agency for Harmony for Nature) donde vuelve a encontrarse con el ideólogo de la revolución China durante un intenso curso en el que analizan la historia humana. Finalmente, se asienta en Fangzhang (San Francisco) y allí trabaja como profesor en una escuela universitaria de ingeniería agrónoma.

## Los protagonistas
A lo largo de toda la novela Kim Stanley Robinson sorprendentemente mantiene los mismos protagonistas, que no dejan de encontrarse entre sí una vez tras otra bajo diferentes apariencias, edades, sexo y situaciones gracias al recurso del fenómeno de la reencarnación. En muchas ocasiones, por lo general al final de cada libro, los personajes se reúnen en el bardo donde se preparan para volver a la vida, continuando así el ciclo, tras un olvido prácticamente total de sus recuerdos previos.
Conforme la narración avanza, nos enteramos de que son un jati compuesto de ocho miembros de un pueblo tibetano que murieron en una avalancha y que están predestinados a tratar de encontrarse y mejorar.
A modo de ayuda, Kim Stanley Robinson conserva la misma letra inicial para cada uno de los protagonistas, de los cuales los principales son:
- Baram / Bold / Bihari / Bistami / Mariposa (Butterfly) / Deloeste (Fromwest, nombre real Busho) / Bao / Bhakta / Hu Die (de nuevo Mariposa) / Bai / Budur / Bao (de nuevo) hace gala de una personalidad flexible y adaptable; es humilde, de buen carácter y de temperamento espiritual.
- Kenpo / Kyu / Kokila / Kya / Katima / Kheim / Khaled / Guardián del Wampum (Keeper of the door) / Kang Tongbi / el Kerala / Kiyoaki / Kuo / Kirana / Kung / Kali es inconformista, orgullosa/o, posee un profundo sentido de la justicia y es de carácter pragmático.[1][2][3]
- Iwang / I-li / Insef / Ibn Ezra / I-Cheng / Iwang (de nuevo) / Igogeh / Ibrahim / Ismail / Iwa / Idelba / Isao se interesa por los sistemas y procesos de la realidad y tiene una actitud y una aptitud eminentemente científicas.
- El resto de los personajes aparecen de un modo un tanto tangencial o esporádico excepto, quizá, las reencarnaciones de Sidpa, un individuo peligroso, egoísta y cruel.

## El bardo
En Tiempos de arroz y sal el bardo refleja los continuos y nunca claros, a menudo inefectivos o extremadamente, lentos intentos de la humanidad por mejorar. Parte del bardo aparece como un mero escenario teatral con las almas de los muertos expresando en voz alta los problemas de su papel en el mundo; un remedo de conversación entre bastidores, mientras esperan a que se les asigne su próxima tarea. Todo se halla normalmente inmerso en un ambiente horrendo al que, sin embargo, nunca le falta cierto humor que de algún modo se refleja después en los puntos de vista de Isao (Los primeros años, último libro) sobre la historia y sus cualidades de comedia.
En los libros sexto, séptimo, octavo y décimo no aparecen escenas que se desarrollen en el bardo pero el concepto se menciona en ellos, ya sea de modo directo o disimulado, como algo que acaece en el mundo mismo en la forma de una lucha continua: al final de La era del Gran Progreso (libro séptimo) se da una pequeña explicación de cómo las tensiones mundiales se van acumulando hasta terminar en una devastadora confrontación global que aparece en el siguiente libro (La guerra de los asuras) y en el que uno de los protagonistas da por asumido que no se halla en el mundo sino en el bardo.
Quizá uno de los mejores ejemplos del concepto del bardo teniendo lugar en la tierra aparece al final del sexto libro (La viuda Kang), en un texto con el que un erudito funda las bases de pensamiento moderno que habrá de venir en su análisis de las desigualdades humanas:

Siento que hasta que el número de vidas plenas no supere al de vidas destrozadas, estaremos atrapados. Hasta entonces seguiremos siendo apenas una especie de en una especie de prehistoria, indigna del gran espíritu de la humanidad. La historia como historia digna de ser contada comenzará únicamente cuando las vidas plenas excedan en número a las desperdiciadas. Eso significa que todavía nos quedan muchas generaciones antes de que comience la historia. Todas las desigualdades deben desaparecer; todo el exceso de riqueza debe ser distribuido equitativamente, y la humanidad, tal y como normalmente solemos pensar en ella, todavía no habrá existido..

## La historia
El mundo descrito en Tiempos de arroz y sal es obviamente diferente del nuestro pero a un tiempo reconocible en muchos aspectos diferentes. La historia humana se desarrolla en esencia de forma similar a como lo hace la nuestra, si bien a un paso diferente, con otros personajes, inventos e influencias relevantes y con civilizaciones y equilibrios culturales diversos. Así, por ejemplo, percibimos resonancias de Da Vinci, Newton, Watt e incluso de Einstein en diversos personajes que habitan en Alejandría, Samarcanda, Isfahán y Delhi, durante el siglo XVII; tampoco faltan referencias indirectas a Colón, Marie Curie, al nazismo y otras muchos hechos y personajes históricos; en Norteamérica y en el sur de Asia se desarrollan modernas civilizaciones emprendedoras capaces de servir de contrapeso a las fuerzas chinas e islámicas predominantes; solo se da una guerra mundial pero dura sesenta años y acaba con mil millones de vidas; la independencia e integridad de los científicos hace posible un mundo donde no detona ninguna bomba atómica en área civil alguna.

## Tono y temas de la novela
Tiempos de arroz y sal es una novela con una actitud poética general sobre un fondo que es como un elaborado tapiz tejido con complejas sinergias sociales, religiosas, culturales, históricas, científicas, filosóficas y artísticas. Temas tan actuales como las desigualdades, el feminismo o el tercer mundo, por poner unos ejemplos se tratan bajo diferentes enfoques a medida que los siglos transcurren por la obra. No obstante, el autor en todo momento conserva el punto de vista de los individuos involucrados en la historia y que hasta cierto punto flotan a la deriva en ella.
A pesar de estar sostenida por una infraestructura fantástica (mundo alternativo, el bardo, la reencarnación) Tiempos de arroz y sal muestra una actitud esencialmente realista. A su vez, difiere del llamado realismo mágico de la literatura sudamericana.